# روجرو مارزولی
روجرو مارزولی (ایتالیایی: Ruggero Marzoli؛ زادهٔ ۲ آوریل ۱۹۷۶) دوچرخه‌سوار اهل ایتالیا است.